# Teresa Serra i Majem
Teresa Serra i Majem (Barcelona, 4 d'agost de 1955) és una informàtica i política catalana. Llicenciada en informàtica per la Universitat Autònoma de Barcelona i amb un màster en informàtica per la Universitat de París. Ha ocupat diversos càrrecs en institucions i empreses del sector.
Entre 1978 i 1984, va ser professora a la UAB i a la Universitat Politècnica de Catalunya, mentre treballava com a responsable tècnica dels sistemes informàtics de la Corporació Metropolitana de Barcelona i posteriorment com a tècnica superior d'informàtica i organització a l'Ajuntament de Barcelona.
En l'àmbit polític, ha militat en el partit Ciutadans pel Canvi, sent diputada al Parlament de Catalunya en les eleccions de 1999 i 2003. A més, ha assumit rols rellevants com a presidenta de la comissió permanent de Legislatura per a la Societat de la Informació.
El 2018, va ser guardonada amb el Premi DonaTIC en la categoria professional, atorgat per la Generalitat de Catalunya, pel seu paper com a directora general i sòcia fundadora de l'empresa TESEM, així com per la seva tasca com a consellera delegada i assessora en diverses empreses i entitats del sector de les telecomunicacions, la societat de la informació i la transformació digital.